# Urkund
Urkund es un programa automático que permite la revisión de tesis, ensayos, monografías, tareas y otros trabajos escritos con la intención de revisar su grado de semejanza con otras fuentes como páginas web, bibliotecas, libros e incluso bases de datos propias. 
El propósito de URKUND es de servir como un sistema antiplagio, su uso se ha extendido a instituciones educativas como las universidades, institutos y algunos colegios.

## Utilización
Es una herramienta muy eficaz para la detección de plagio en los trabajos investigativos de estudiantes y profesionales. La utilización, por lo general, está regulada por un organismo central de una determinada organización, como puede ser una universidad, que se encarga de su disposición a los alumnos. Para poder realizar la revisión de un documento será necesario que el usuario solicite un permiso para la utilización al organismo rector; después, podrá continuar con el análisis del trabajo. Los resultados pueden demorar desde algunas horas hasta aproximadamente un día dependiendo de la extensión del documento.

## Resultados
Una vez finalizado el análisis se podrán visualizar los resultados. El documento revisado se observará de color rojo, las fuentes que se usaron como comparación de amarillo. Si se detectase alguna semejanza se señalará con un color naranja los párrafos en concreto y de plomo las páginas o escritos que se relacionan.
Los parámetros finales varían, pero de generalmente se acepta que[cita requerida]:
- De un 1  a 10% no existe plagio intencionado y no se debería necesariamente remitir un reporte del usuario a la organización.
- De un 11 a un 20% se deberá considerar modificar parte del texto.
- De 30 a 40% el documento deberá ser modificado en su mayoría y se remitirá un informe a la autoridad correspondiente.
- De 40 a 50% se considera plagio y el trabajo tendrá que ser reelaborado íntegramente y se dispondrán de las respectivas sanciones institucionales al infractor.